# Mini Coupé
La Mini coupé est une automobile de type coupé sportif 2 places produite entre 2011 et 2015 à Oxford par le constructeur automobile germano-britannique Mini.

## La genèse: le Coupé Concept (2009)

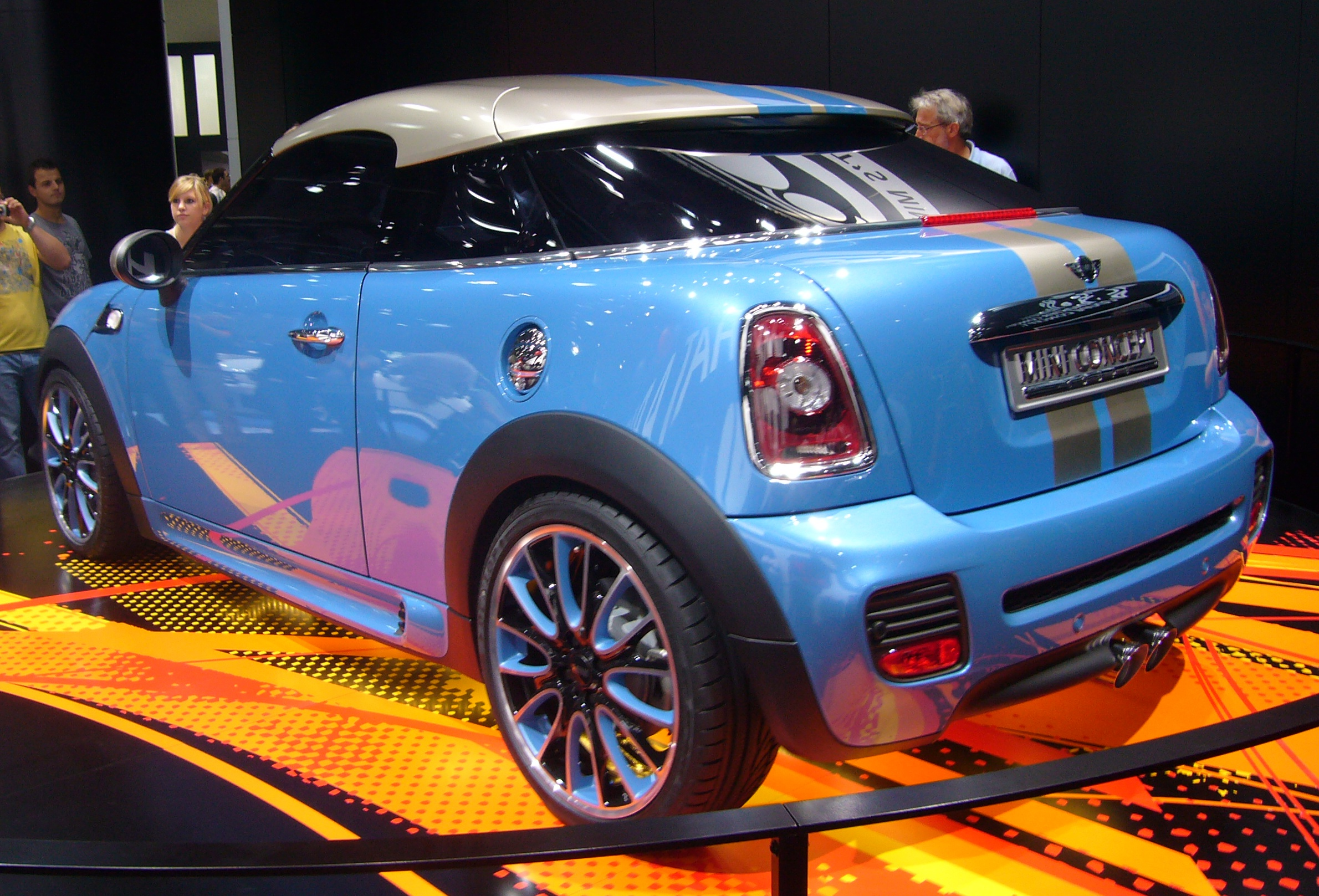
Mini Coupé Concept au salon de Francfort 2009 (Allemagne)

Présentée au public du Salon de l'automobile de Francfort en septembre 2009 dans une livrée bleu clair avec des bandes bronze mat annonciatrices du Roadster, le concept car diffère assez peu du modèle de série : tout au plus peut-on noter la présence de jantes tricolores (aluminium, noir laqué et bleu) et un intérieur de calandre à trois lamelles horizontales dans la même couleur que les bandes de carrosserie, le casque représentant le toit étant de couleur Pure Silver.
Dans un habitacle à dominante noire, la sellerie originale marie un cuir vieilli brun avec liserés bleus et un cuir tressé marron, avec des applications décoratives en carbone de couleur anthracite. À noter que l'étude n'avait pas encore l'aileron mobile qui apparaîtra sur la version de série.

## La version de série
Commercialisée depuis le 1er octobre 2011, la Mini coupé constitue la déclinaison sportive biplace de la Mini et n'est ainsi disponible qu'avec les motorisations les plus puissantes de la gamme: 
- Cooper (1,6 L 122 ch),
- Cooper S (1,6 L Turbocompressé 184 ch),
- John Cooper Works (1,6 L Turbocompressé 211 ch)[2].
- et Cooper SD (2,0 L Turbodiesel Comon-Rail 143ch),

toutes équipée du système Mini Minimalism, hérité du système BMW Efficient Dynamics visant à réduire les consommations de carburant et les émissions de CO2. (Ces quatre motorisations sont disponibles dès le lancement).
Positionnée en haut de la gamme, la Mini Coupé fait logiquement l'impasse sur la finition One ; et deux places obligent, voit son coffre s'agrandir pour atteindre le volume jusqu'ici inconnu (mais bienvenu) de 280 litres, dans la mesure où la banquette arrière n'existe plus.

### Le style
La Mini coupé se présente sous une forme basse et ramassée qui lui donne un peu l'aspect d'un gros jouet. Cette allure est due à la forme caractéristique de son toit en aluminium en forme de casque qui épouse l'arrondi des vitres sans montant, avec un pare-brise très incliné et une ligne de toit basse prolongée par un impressionnant becquet arrière intégré qui descend très bas, réduisant d'autant la rétrovision lors des manœuvres.
Y participe également le décroché de la lunette arrière qui laisse penser au premier abord que la voiture possède une malle arrière classique comme un coupé trois volumes, alors qu'elle dispose bel et bien d'un hayon dans lequel est intégré un aileron qui se déploie automatiquement à compter de 80 km/h (il se rétracte en dessous de 60 km/h).

### Des sensations de conduite dans l'esprit d'un kart
Dès le lancement, le constructeur insiste sur différents éléments qui permettraient au coupé de procurer des sensations de conduite encore plus proches d'un kart : une structure de carrosserie résistant mieux à la torsion et des réglages de châssis spécifiques, un poids contenu notamment grâce au toit en aluminium, un centre de gravité abaissé, ainsi qu'une répartition des masses légèrement orientée vers l'avant.

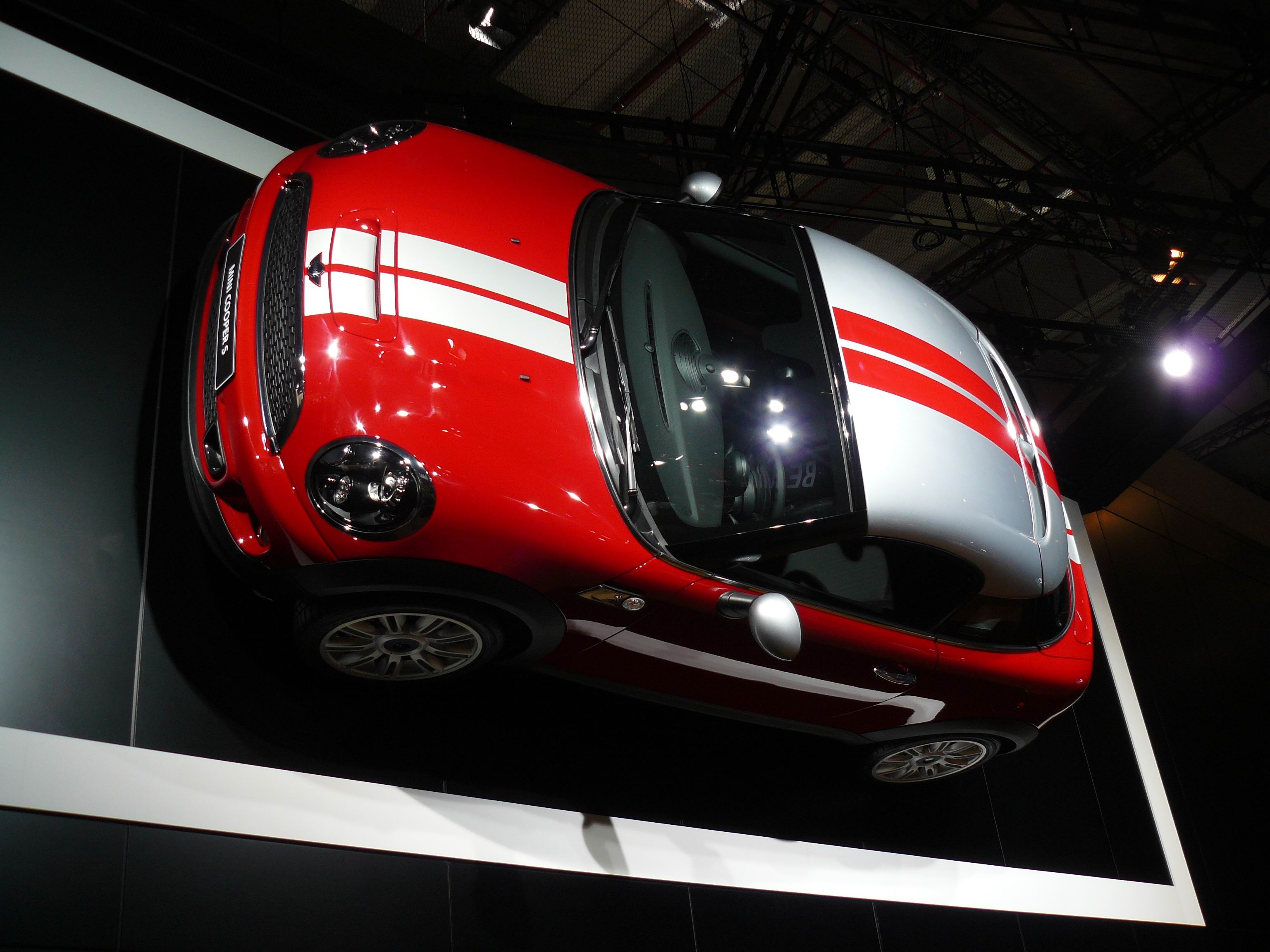
Mini Coupé S Salon de Francfort 2011
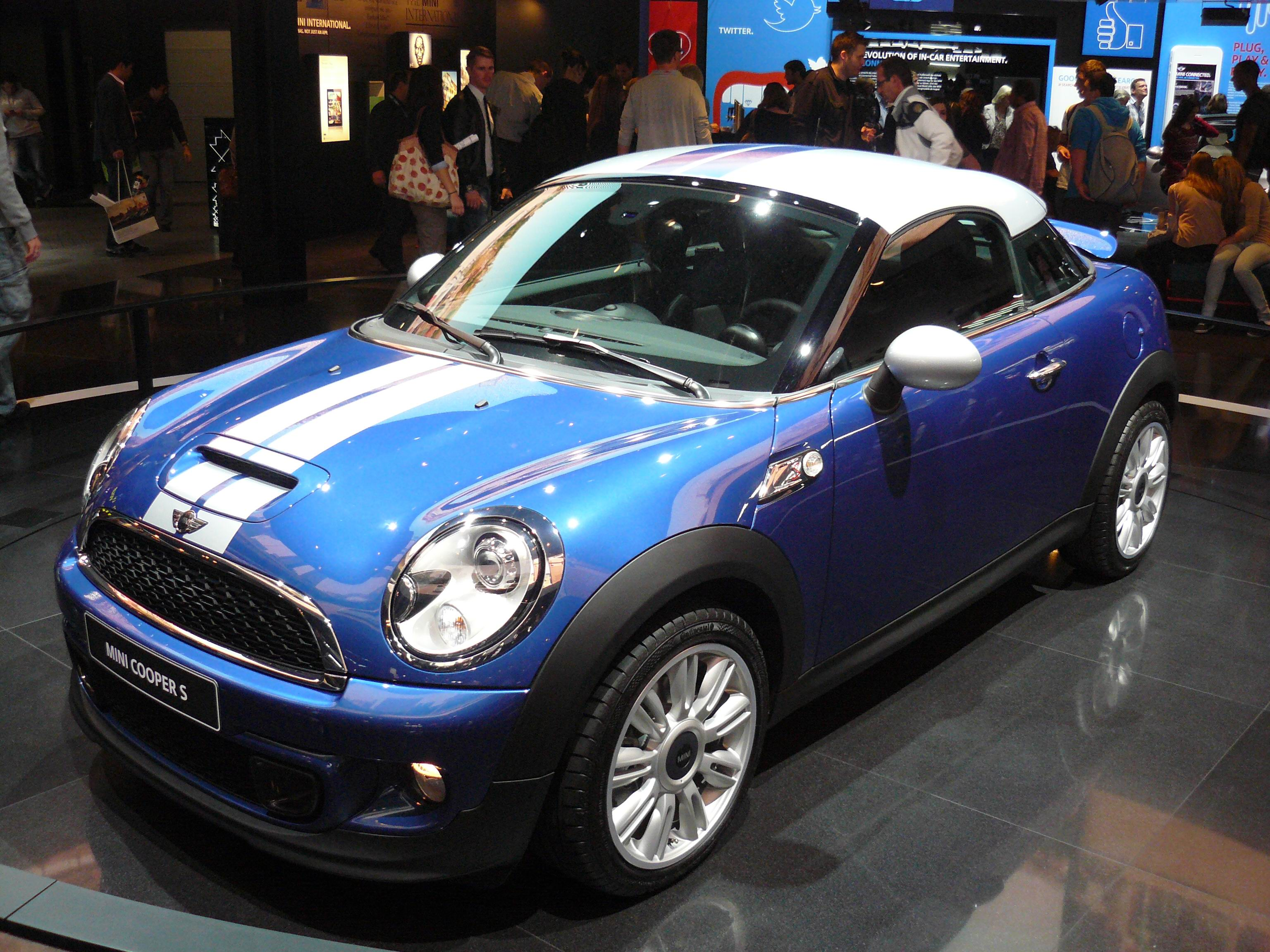
Mini Coupé S Salon Francfort 2011
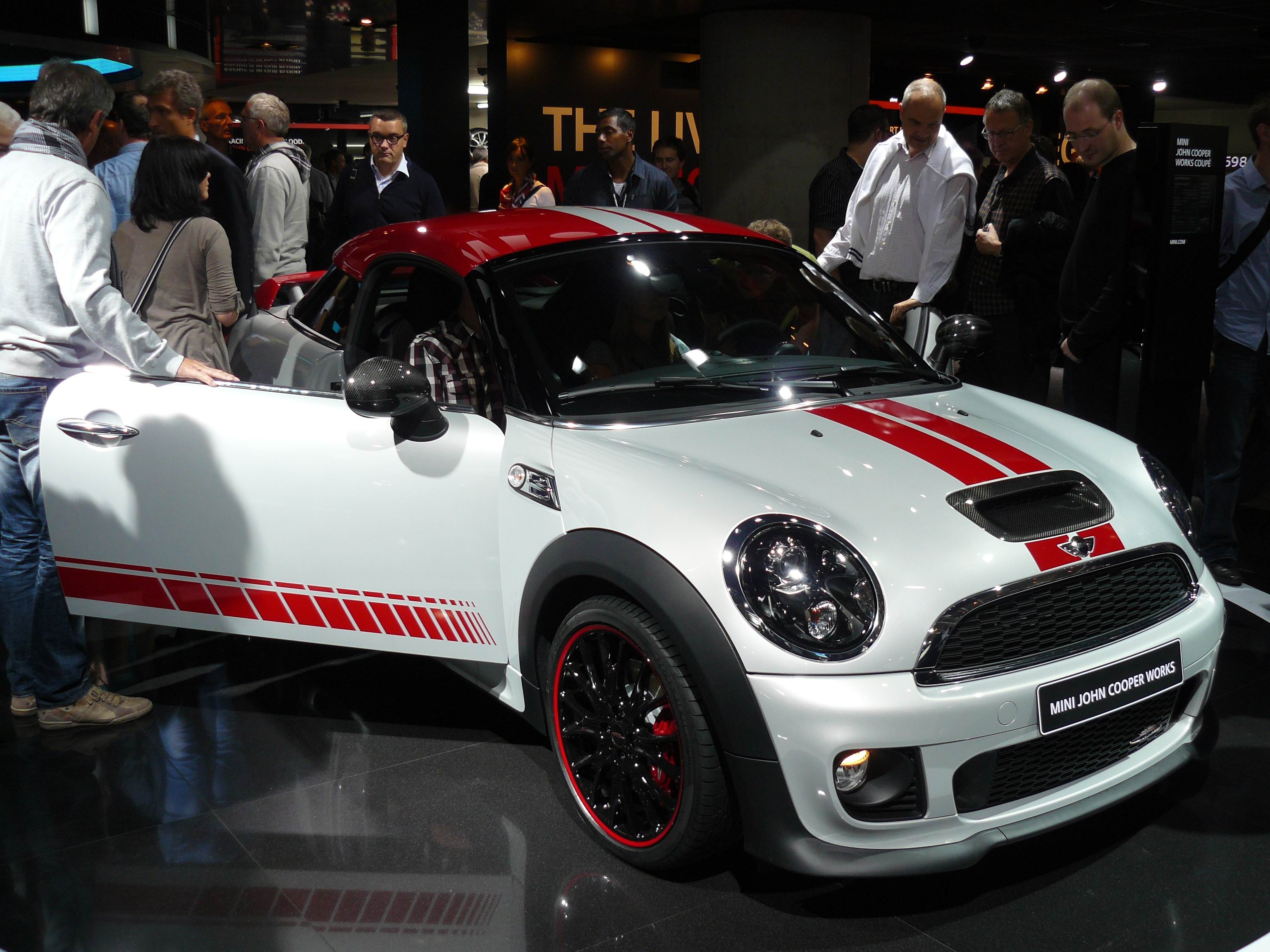
Mini Coupé John Cooper Works Salon de Francfort 2011